# ジェームズ・グレーシャー

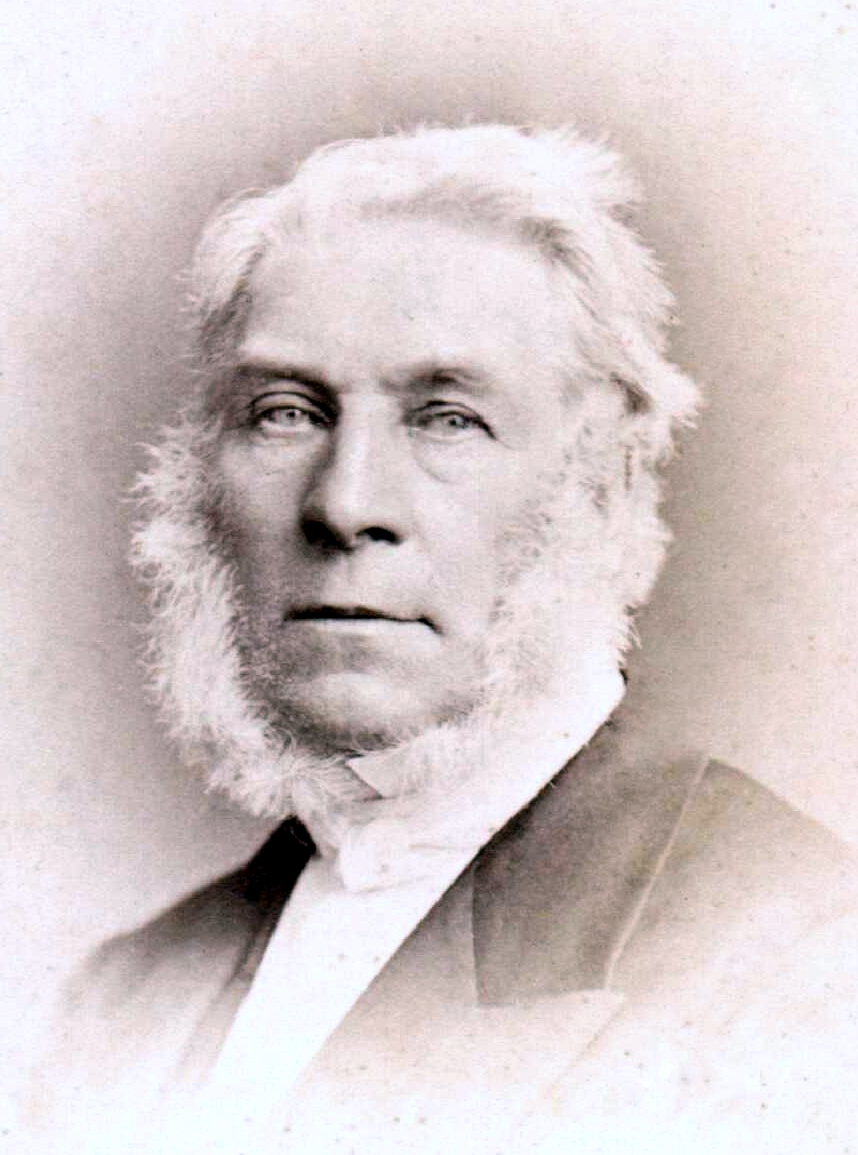
ジェームズ・グレーシャー

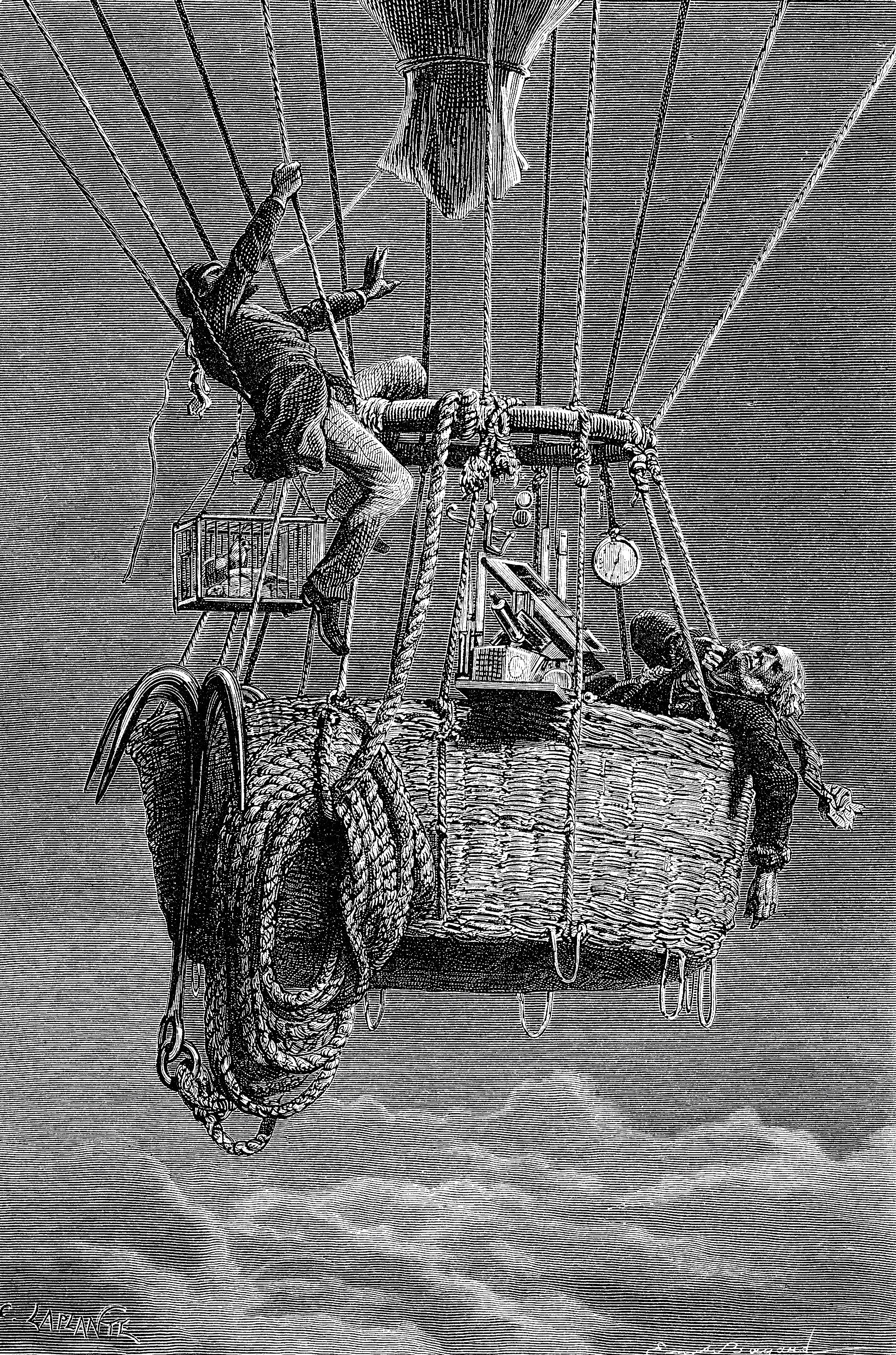
記録飛行時の様子を描いたイラスト

ジェームズ・グレーシャー（James Glaisher 、1809年4月7日 - 1903年2月7日）はイギリスの気象学者である。1862年、気球で8,000mを超える高さに達したことで知られる。
ロザーハイズ（Rotherhithe ）で時計職人の息子として生まれた 。グリニッジ天文台の助手を務め、30年に渡って気象部門、磁気部門の管理者を務めた。湿度の測定のための早見表を1845年に出版した。1850年の気象学会、1866年のイギリス航空協会(Aeronautical Society of Great Britain)の創立メンバーである。
気球飛行の先駆者として知られ、1862年から1866年の間、ヘンリー・トレーシー・コックスウェル（Henry Tracey Coxwell 、1819年-1900年）とともに高空の大気の温度と湿度を測定するために、何度も飛行を行った。
1862年9月5日の飛行でそれまでの高度記録（2万4千フィート（7,315メートル））を破ったが、2万9千フィート（8,839メートル）を超えた頃にグレーシャーは酸素不足で気を失って記録を取ることができなくなり、コックスウェルがバルブを開けて気球を降下させた。この飛行での最高到達高度は、グレーシャーの推定では3万7千フィート（11,278メートル）、第三者の推定では少なくとも3万フィート（9,144メートル）であった。1849年王立協会フェロー選出。
息子のジェームズ・ウィットブレッド・リー・グレーシャー（James Whitbread Lee Glaisher 、1848年-1928年）は数学者となった。

## 関連作品

### 映画
イントゥ・ザ・スカイ 気球で未来を変えたふたり - 2019年の米英合作映画。ジェームズ・グレーシャー役：エディ・レッドメイン